# Hoa-Binh-Wasserkraftwerk
Das Hoa-Binh-Wasserkraftwerk (vietnamesisch Nhà máy thủy điện Hòa Bình) liegt in Vietnam am Schwarzen Fluss (Sông Đà) in der Provinz Hòa Bình nahe der gleichnamigen Stadt und etwa 60 bis 70 km südwestlich von Hanoi. Es wird von Vietnam Electricity (EVN) betrieben.
Der Đà, wichtigster Nebenfluss des Roten Flusses, wird hier von einem 128 m hohen und 670 m langen Steinschüttdamm zum größten Stausee Vietnams, dem Sông-Đà-Reservoir aufgestaut. Der Staudamm wurde von November 1979 bis 1988 gebaut; das Kraftwerk wurde 1994 fertiggestellt. Es hat acht Turbinen vom Francis-Typ, die 8×240 = 1920 MW leisten. Die Turbinen und Generatoren stehen in einem unterirdischen Krafthaus.
Mit einer installierten Leistung von 1.920 MW ist es das zweitgrößte Wasserkraftwerk in Vietnam nach der Sơn-La-Talsperre mit 2.400 MW. Seine durchschnittliche Jahreserzeugung in Höhe von 8,16 Mrd. kWh liegt nur knapp hinter der von Sơn-La mit 9 Mrd. kWh.